# ユラレル
「ユラレル」は、2019年7月24日にA.S.A.Bから発売された日本のシンガーソングライター・みゆなの4作目の配信限定シングル。前作から約3か月での発売となる。
同年公開の映画『見えない目撃者』主題歌に起用された。

## 収録曲
作詞：みゆな、作曲：TSUGE、編曲：TSUGE、越川歩、中村哲
1. ユラレル